# Aleksandr Sirotkin
Aleksandr Sawieljewicz Sirotkin (ros. Александр Савельевич Сироткин, ur. 25 lipca?/6 sierpnia 1890 we wsi Bogitino, zm. 17 stycznia 1965 w Moskwie) – radziecki dowódca wojskowy i funkcjonariusz służb specjalnych, generał porucznik, szef Zarządu Wojsk NKWD/MWD ZSRR (1942-1951).

## Życiorys
Rosjanin, w latach 1910-1917 służył w rosyjskiej armii, od grudnia 1917 w Czerwonej Gwardii, później w Armii Czerwonej, uczestnik wojny domowej w Rosji, od października 1919 członek RKP(b). 
Od 12 marca 1921 w wojskach Czeki, później OGPU. Młodszy inspektor dywizji Czeki w Doniecku, od 1 września 1921 do 15 marca 1922 dowódca 17 Specjalnej Brygady Donieckiej Dywizji Czeki, od lipca do września 1922 dowódca 60 Zakaukaskiego Dywizjonu Czeki, później m.in. dowódca 22 Specjalnego Pułku Czeki w Tbilisi. Od 3 lipca 1927 do 1 stycznia 1932 starszy inspektor wojsk OGPU Nadwołżańskiego Okręgu Wojskowego, od 1 stycznia 1932 do 20 marca 1934 szef Inspekcji Wojsk OGPU Pełnomocnego Przedstawicielstwa OGPU Kraju Środkowo-Wołżańskiego, od 20 marca do 10 lipca 1934 szef Zarządu Wojsk Pełnomocnego Przedstawicielstwa OGPU Kraju Środkowo-Wołżańskiego. Od 10 lipca 1934 do 11 października 1936 szef Zarządu Ochrony Wewnętrznej Zarządu Kraju Środkowo-Wołżańskiego, od 23 grudnia 1935 kombrig, od 11 października 1936 do 8 lipca 1942 szef Zarządu Wojsk Ochrony Pogranicznej i Wewnętrznej NKWD Zachodniosyberyjskiego Okręgu Wojskowego, 4 czerwca 1940 mianowany generałem majorem. Od 8 lipca 1942 do grudnia 1946 szef Zarządu Wojsk NKWD/MWD ZSRR do Ochrony Szczególnie Ważnych Obiektów Przemysłowych, od 8 kwietnia 1944 generał porucznik, od 7 grudnia 1946 do 13 lipca 1951 szef Zarządu Wojsk MWD ZSRR do Ochrony Szczególnie Ważnych Obiektów Przemysłowych i Kolei, od 13 lipca 1951 do 30 marca 1954 szef Zarządu Ochrony Konwojowej MWD ZSRR. Od 30 marca 1954 p.o. szefa sztabu i zastępcy szefa, od 10 lipca 1954 szef sztabu i zastępca szefa, a od 21 września 1955 do 12 czerwca 1956 szef Głównego Zarządu Ochrony Wewnętrznej i Konwojowej MWD ZSRR. 
Pochowany na Cmentarzu Nowodziewiczym.

## Odznaczenia
- Order Lenina (21 lutego 1945)
- Order Czerwonego Sztandaru (trzykrotnie - 14 kwietnia 1943, 3 listopada 1944 i 30 stycznia 1951)
- Order Suworowa II klasy (21 września 1945)
- Order Czerwonej Gwiazdy (dwukrotnie, m.in. 26 kwietnia 1940)
- Odznaka "Honorowy Funkcjonariusz Czeki/GPU (XV)" (20 grudnia 1932)
- Odznaka "Zasłużony Funkcjonariusz NKWD" (29 kwietnia 1942)

I 5 medali.